# Ядерна емульсія
Ядерна емульсія (англ. nuclear emulsion, рос. ядерная эмульсия) — спеціально приготована фотографічна емульсія, яка дозволяє відстежити шлях ядерних частинок. Така емульсія звичайно має у своєму складі галід срібла у концентрації набагато вищій, ніж у звичайних фотоплівках, і наноситься на скляну платівку. 